# じゃらん
『じゃらん』は、リクルートライフスタイルが発行する旅行専門雑誌。1990年に創刊。北海道版を除き、2025年3月発行を以って全て休刊となっている。

## 概要
海外旅行情報誌「エイビーロード」（2006年休刊）の国内旅行部分を分離して1990年に創刊。「じゃらん」の由来は「道」「プロセス」を意味するインドネシア語の「jalan」から。ちなみに「jalan-jalan」で「散歩する」「ブラブラ出かける」「旅行する」の意味になる。また、JALANの真ん中に「レジャー（leisure）」の「L」があるという意味でも名付けられている。
旅館やホテルの紹介が大半を占めるが、特集などの記事も多い。インターネット版の「じゃらんnet」では、旅館やホテルを直接オンライン予約することが可能。
2024年10月8日、「じゃらん」「じゃらんムックシリーズ」を2025年3月発行分で休刊すると発表。これに伴い、旅行情報発信と予約は「じゃらんnet」に集約する。ただし「北海道じゃらん」とそのムックシリーズについては継続する。

## 北海道じゃらん
取材地域は北海道全域。2025年現在、唯一発行されている。
石狩振興局などの振興局（旧支庁）ごとのグルメ取材や、湯の川温泉や登別温泉などの有名温泉地を中心とした宿泊の記事、札幌や函館などの観光記事が中心である。振興局ごとの取材は南空知などのように、さらに細分化して取材がなされることが多い。「宿泊満足度80点以上の宿」特集や、北海道の食材を生かしたグルメ取材が組まれることもある。

## 休刊となった版

### アクティブじゃらん・リラックスじゃらん
「関東じゃらん」が現在の体制になる以前に発売されていた雑誌。取材対象地域は現在の「関東じゃらん」と同一。レジャー・スポーツ体験・季節限定の楽しみなど、「アクティブ」なお出かけを提案する「アクティブじゃらん」が毎月1日に、滞在地や宿泊施設で「リラックス」したお出かけを提案する「リラックスじゃらん」が毎月15日にそれぞれ発売されていた。
しかし、「リラックスじゃらん」は2010年3月を最後に廃刊。その後は「アクティブじゃらん」が同年7月号まで販売されていたが、前述の通り翌8月号より「関東じゃらん」に引き継がれた。

### じゃらん中国・四国
取材対象地域は中国地方5県、四国4県を中心に関西・九州エリアまでであり、中国エリアから日帰り～1泊2日で行けるエリアとしていた。創刊は2003年と「じゃらん」ブランドで最も遅かった。
観光、グルメ、宿泊情報のほか、ドライブ、花火、紅葉、味覚狩りなど季節イベントや地域の旬の情報が毎月発信された。編集部が直接足を運んで見つけてきた情報や現地スタッフからの声など、ローカル誌ならではの、"現場の生の情報”を集めることに注力。岡山県・湯原温泉が発生の「露天風呂（6月26日）の日」にちなんだ「露天風呂半額特集」や、「いい風呂（11月22日）の日」にちなんだ「いい風呂半額特集」、「ふぐ・かに5000円プラン」など、「お得」にこだわったコンテンツも多数存在していた。
2010年7月号をもって「じゃらん中国・四国」としての刊行は終了し、前述の通り翌8月号より「関西じゃらん」に統合され、「関西・中国・四国じゃらん」として再スタートしている。

### 東北じゃらん
取材対象地域は東北6県。
テーマ毎に各地域横断的な特集と、各地域ごとの観光・グルメ・宿泊の記事が中心（各地域ごとの記事では新潟県・下越地方、栃木県、東京都が含まれることがある）。その他、記事体広告に近い「仙台特集」、「福島県特集」、「東京・横浜特集」が毎号別枠である。「仙台特集」は仙台市のシティホテルの、「福島県特集」は郡山都市圏・福島都市圏・会津地方・いわき都市圏の各ホテル・観光施設の、「東京・横浜特集」はびゅうプラザ（JR東日本）の商品である「TYO」（あるいは東京ディズニーリゾート）の販売促進であるが、各特集で対象地域のイベント・観光についても記載される。なお、「東北じゃらん」販売地域では「関東じゃらん」（旧「アクティブじゃらん」及び「リラックスじゃらん」）が併売されているため、「東京・横浜特集」以外で他地域の特集がなされることは少ない。
「東北じゃらん」が音頭を取り、「仙台バーガー」と呼ばれるハンバーガーが仙台市内の様々な店オリジナルでつくられ、販売されている。また、各地の夕方ワイド番組内の近隣旅行コーナーを「東北じゃらん」が監修し、同誌の販売促進につなげるメディアミックスも行われている。
東日本大震災の影響で、2011年3月1日発売号を以て一時的に休刊していたが、同年7月1日に前述の「関東じゃらん」と統合され「関東・東北じゃらん」として新装刊された。

### 関東・東北じゃらん
主な取材対象地域は1都10県（東京・神奈川・千葉・埼玉・群馬・栃木・茨城・山梨・長野・新潟・静岡）及び東北6県（青森・秋田・岩手・山形・宮城・福島）。内容や時期によっては沖縄・北海道・九州など広域にわたることも。
創刊は1990年1月24日。前身の「関東じゃらん」となったのは2010年8月号（同年7月1日発売）からである。「じゃらん」ブランドの中でも最も古く、2020年には創刊30周年を迎えた。「貸切風呂」「いちご狩り」「露天風呂付き客室」などの開発も行ってきた。
2011年7月1日に「東北じゃらん」と統合され、誌名が「関東・東北じゃらん」に変更された。

### 関西・中国・四国じゃらん
取材対象地域は近畿2府4県、北陸、中国地方5県、四国4県を中心に、東海（愛知・三重・岐阜）もカバーしている
。元々「じゃらん関西・東海」として刊行されていたが、後に（時期不詳）「東海」が分離独立し「関西じゃらん」に、さらに2010年8月号（同年7月1日発売）より「じゃらん中国・四国」を併合し、現在の「関西・中国・四国じゃらん」となった。なお、「関西じゃらん」時代から中国・四国エリアも取材対象となっており、「京阪神から日帰り～1泊2日で行けるエリア」をカバーしていた。
グルメやイベントや季節の風景といった各地の旬の情報と、じゃらんネットのクチコミで人気の宿情報など、その時期ならではのお出かけ情報が紹介されている。城崎・有馬・白浜・三朝といった全国的に有名な温泉地の最新情報はもちろん、地元スタッフが発掘した穴場情報にも力を入れており、ローカル誌ならではの取材力が生かされているのも特徴。関西中国四国オリジナルの宿泊プランやレストランメニューも多い。定番の宿特集は「旬のグルメが堪能できる宿」「貸切風呂のある宿」「お部屋露天のある宿」「カップルプランのある宿」など。

### 東海じゃらん
取材対象地域は愛知、岐阜、三重、静岡の東海エリアを中心に、信州、北陸および近畿エリアまで、東海圏から日帰り、もしくは1泊2日で出かけることのできるエリアを網羅。前身の「じゃらん関西・東海」から分離独立した形で創刊されたが「 - 関西・東海」創刊前は首都圏版（現在の関東・東北じゃらん）に東海エリア向けの情報が掲載されていたこともある。
観光、グルメ、宿泊情報のほか、下呂温泉・奥飛騨温泉郷・白骨温泉といった全国的に有名な温泉地の特集や、ドライブ、花火、味覚狩り、イルミネーションなど、季節イベントや地域の旬の情報が毎月発信されている。編集部が直接足を運んで見つけてきた情報や現地スタッフからの声など、ローカル誌ならではの、"現場の生の情報”を集めることに注力している。「貸切露天風呂のある宿特集」や、「じゃらんnetのクチコミによる人気宿特集」など、東海じゃらんオリジナルの宿泊プラン情報も豊富に掲載。

### 九州じゃらん
取材対象地域は九州7県と山口県であり、九州各地から日帰り～1泊2日で行けるエリアとしている。創刊は1995年と「じゃらん」ブランドで2番目に古い。
観光、グルメ、宿泊情報のほか、湯布院、黒川、別府など全国的にも有名な温泉地の特集、ドライブ、花火、紅葉、味覚狩りなど季節イベントや地域の旬の情報が毎月発信されている。編集部が直接足を運んで見つけてきた情報や現地スタッフからの声など、ローカル誌ならではの、"現場の生の情報”を集めることに注力している。
長年にわたる観光情報の蓄積、情報発信のノウハウを生かして、地元で「西日本新聞」及び地域と協働し、イベントや新ご当地グルメの開発を行なっている。近年では、「LAWSON」とコラボし、「ご当地おにぎり」「おてがるクレープ」を開発。

## じゃらんnet
2000年11月11日サービス開始。日本人の国内旅行の分野では、楽天の運営する楽天トラベルなどと共に、代表的な旅行予約ウェブサイトの一つとなっている。リクルートは第3種旅行業者としての登録を行っているが、じゃらんnetの運営を通じ、国内を代表するオンライン旅行会社（Online Travel Agency, OTA）としての側面を持っている。
日本国内の旅館やホテルなどの宿泊施設予約を軸に、高速バスチケットの販売、また、国内ダイナミックパッケージの受託販売、国内線航空券・国際線航空券・海外ホテル関係各予約サイトの仲介を行っている。
雑誌版じゃらんで掲載される特集記事や、各旅行会社が提供するパッケージツアー、全国の観光スポット・イベントなど、国内旅行に関する情報を掲載する。また、宿泊した施設に対するクチコミをチェックイン後60日以内なら投稿することができる。
じゃらんnet会員になって宿泊予約をすると、宿泊料金の2%がポイントに還元、予約期間やプランによっては還元率がアップすることもある、じゃらんnetで貯めたリクルートポイントは、ホットペッパーなどリクルートが運営する他サイトなどにおいても共有し利用可能となっている。なお、2015年11月、Pontaとのポイント統合が予定されていたが延期され、2016年2月2日に統合が実施された。
宿泊予約に関しては、ウェブサイトに加えて、じゃらんnet予約センター（コールセンター）を通じた電話予約も可能である。ただし、予約センター経由の申し込みの場合は、リクルートポイントの加算はない。
日本国内で2万8千件前後の宿泊施設登録数を持つ。じゃらんnetの宿泊予約においては、運営するリクルートが、宿泊施設に予約システムを提供し、宿泊施設から手数料（コミッション）を受け取る、日本のOTAで一般的なビジネスモデルが用いられている。利用者にとっては、じゃらんnetでの宿泊予約は、じゃらんnetのフォーマットを通じて宿泊施設と契約することを意味し、料金は宿泊施設に直接支払うことになる（リクルートが宿泊料金を請求することは無い）。
なお、じゃらんnetを通じて宿泊予約を行ったにもかかわらず、サイトからのキャンセル手続きや宿泊施設へのキャンセル連絡を事前に行わずに、宿泊しなかった場合（ノーショウ）、以降じゃらんnetからの宿泊予約ができなくなるペナルティが科される。
2019年1月現在、日本語に加え、英語、中国語（文体が2種あり）など7つの言語で運営されているが、日本語以外の言語版では、日本の宿泊施設予約に特化した仕様となっている。
日本航空（JAL）と全日本空輸（ANA）が、じゃらんnetを利用した宿泊施設予約により、マイルが貯まるサービスを行っている。じゃらんnet専用のバナーを経由し予約するとマイルが貯まる（詳細は外部リンク参照）。

## イメージキャラクター

### 現在
にゃらん（二代目、声：安斎肇）
本名は『でし』。旅の達人である初代にゃらんに憧れ師匠と仰いでいる猫。以前、にゃらんの旅行に勝手についてきてしまったため、せっかくならとにゃらんに旅の極意をたっぷりと伝授されている最中。 2012年当時は子猫で首輪の鞄に初心者マークがついていたが、2013年春には鞄の初心者マークが無くなり、旅をプロデュースする等心身ともに成長しているが、旅先で眠るのは相変わらず苦手。
首輪の旅行鞄にはにゃらん師匠に教えてもらった、手ぬぐいと何かあった時のため小判が入っている。「じゃらん」猫版は、旅初心者のでしにはまだ解読出来ないため、持っていない。
2014年春に師匠から『にゃらん』を襲名し二代目にゃらんとなった。現在は、初代と同じく川崎在住。最近写真に凝っているらしい。 
5つの秘密
- しっぽ：初代より長い
- 背中の柄：上を向いている猫に見える？
- 横顔：まるい
- 手：まんまる
- 肉球：とってもピンク

マドンニャ
ふわふわの白い毛並み、ブルーの瞳にピンクのお耳の白猫。聞くところによると、ちょっとしたお嬢様。
日本全国の美しい場所を巡るのが好きで、絶景スポットでは度々二代目にゃらんと出会う。
ピンクのカバンは思い出の品らしい。
ペン三兄弟（ペン太郎、ペン二郎、ペン三郎）
楽しいことが大好きなペンギン三兄弟。とても寂しがりやで、いつも3匹一緒に行動している。
暑い夏に少しでも涼しいところを求めて出かけた先で、二代目にゃらんと出会った。
テンションがあがると、空気が読めなくなるのがタマにキズ。

### 過去
にゃらん（初代）
川崎あたりに住んでいる普通の飼い猫。語尾に「にゃ」が付くのが特徴で、首輪には旅行鞄がくっついている。好奇心旺盛で新しい刺激を常に求めてよく旅に出ている。猫だけど車の運転もする事があり、車で旅に出掛ける事もある。女好きで、デートの下見も欠かさない。また、女性なら猫でも人間でも種を越えて好きだが、友達止まりの出会いが多いらしく付き合った異性の数は少ないらしい。かつては一人で旅をしていたが、2009年夏頃よりモン太やキジ君と3人で旅に出ていた。また、飼い猫だが定職に付いている事が発覚する。普段は某社営業部の営業マンとして、全国の会社に肉球まんじゅうなる物を売り込む為出張に出ている。2012年夏頃よりにゃらんを師匠と仰ぐでしが出来た。
首輪の旅行鞄には好物の煮干し、手ぬぐい、何かあった時のための小判、「じゃらん」猫版（解読できるのはにゃらんだけ）が入っている。
2014年春に一人前となったでしに『にゃらん』の座を託し初代にゃらんとなった。
普段の一人称は「私」だが、モン太やキジ君など友人と話す時は「俺」になる。
俊介
にゃらんが旅の道中で出会うポメラニアン。
モン太
東筑波ユートピアで芸人修行中の猿。旅の途中で出会ったにゃらんが顔を洗っているところを見て、招き猫と思って話しかけたことから意気投合し、共に旅に出ることになる。
かなりの女好きで、モテたいが為にわざわざ山に修行に出向いて「モテモテ月面宙返り」なる技を習得したが見事撃沈した。3人の中では一番のムードメーカーだが、にゃらんやキジ君に対してコンプレックス（自分よりモテるから）を持っていてあからさまにひがむ事もある。
キジ君
本名はキジ。おぼっちゃま育ちで国鳥のため、大変プライドが高い。
旅をしているにゃらんとモン太を見て「俺が入れば桃太郎じゃん！」と勘違いし、更にはにゃらんの食べていた温泉まんじゅうをきびだんごと思い込んだことから旅に同行。にゃらんとモン太には君付けで呼ばれる。普段はケーンとしか鳴かないが、たまに喋る事もある。
いつもにゃらんやモン太の周りをうろうろ落ち着き無く動き回っている。座右の銘は「旅はメシ」。三人の中では一番モテるらしく、今まで付き合った女性の数は数えるのが面倒臭いくらいいるらしい。
1990年の創刊当初は三宅裕司がCMキャラクターを務めていた。CMソングは巻上公一の『平成じゃらん節』だった。